# Aprotodon
Aprotodon ist eine ausgestorbene Gattung der Nashörner, sie lebte vom Oberen Eozän bis zum Unteren Miozän vor 38 bis 16 Millionen Jahren. Aprotodon war hauptsächlich im heutigen zentralen bis östlichen Asien verbreitet. Fossilfunde sind eher selten, die Nashorngattung ist weitgehend nur über Schädel- und Zahnfunde bekannt. Bemerkenswert sind vor allem die langen und gekrümmten unteren Schneidezähne, die bis zu 20 cm aus dem Maul ragten. Die Form und Größe der Schneidezähne, aber auch der charakteristische Bau der Unterkiefersymphyse führten anfänglich zu einer fälschlichen Zuordnung  von Aprotodon zu den Flusspferden.

## Merkmale
Aprotodon waren eher urtümliche, aber große Vertreter der Nashörner, deren kleinere Formen rund 1,1 t Körpergewicht erreichten. Allerdings ist die Gattung nur über Reste von Schädeln, Unterkiefern und einige isolierte Zähne bekannt. Ein deformierter Schädel aus dem südwestlichen Kasachstan hatte eine Länge von noch 48 cm, während die Breite an den Jochbeinbögen bis zu 14,5 cm betrug. Bei einem weiteren Schädel aus dem nordzentralen China ergaben die entsprechenden Maße 52 und 23 cm. Das Hinterhauptsbein war eher kurz und rechtwinklig gestaltet und sorgte so für eine hohe Schädelhaltung. Das Nasenbein besaß eine grazile Form und war mit 16 cm Länge relativ langgestreckt. Zudem wies es nur eine geringe Dicke auf, die an der vorderen Spitze nur 8 mm betrug. Das Fehlen von Aufrauungen an der Oberfläche des Nasenbeins belegt, dass keine Hörner ausgebildet waren. Die Stirnlinie verlief eher gerade, wobei hinter der Orbita kleine, rippenartige Erhebungen ausgebildet waren. Der Naseninnenraum zwischen Nasenbein und Zwischenkieferknochen war sehr ausgedehnt und reichte bis zum Ende des letzten Prämolaren, die Höhe des Naseninnenraums betrug rund 4,5 cm.
Der Unterkiefer besaß eine eher grazile Form und war im Bereich des zweiten Prämolaren 4,5 cm hoch. Die Höhe des Unterkieferknochens war im Bereich der hinteren Zähne etwa gleichbleibend und übertraf die Höhe der Zähne nur um etwa das Doppelte. Die Symphyse hatte eine breite Form und nahm beginnend vom letzten Prämolar nach vorn deutlich zu, so dass sie am vorderen Ende bis zu 10 cm Breite erreichte. Zusätzlich war sie teilweise stark eingedellt und erinnert in ihrem gesamten Aufbau an jene der heutigen Flusspferde. Im Gebiss war der Eckzahn und ein Teil der Schneidezähne reduziert. Vor allem die unteren Schneidezähne, die jeweils aus den zweiten (I2) bestanden, wiesen eine charakteristische Form auf. Sie waren konisch geformt und stark nach oben gekrümmt und erreichten Längen über die Biegung gemessen von 35,5 bis 43,4 cm, bei direkten Längen von 29,5 bis 34,7 cm. Der Querschnitt an der Basis war oval und maß etwa 4,3 × 3,4 cm. Die Zahnkrone und Zahnwurzel besaßen dabei etwa die gleiche Länge, so dass die Zähne bis zu 20 cm aus dem Maul schauten. Dies ist ein deutlicher ausgeprägtes Merkmal als bei verwandten Arten. So erreichten die unteren Schneidezähne bei Chilotherium maximal 12 cm Kronenlänge, während sie beim riesenhaften Brachypotherium immerhin noch 11 cm maßen. Die Dimensionen der Schneidezähne ähneln, ebenso wie die Unterkiefersymphyse, den massiven Eckzähnen der Flusspferde, die über die Krümmung gemessen bis zu 53 cm lang werden, bei direkten Längen von 36 cm (jeweils einschließlich der Zahnwurzel).
Das hintere Gebiss wurde durch ein Diastema von den Schneidezähnen getrennt. Prämolaren und Molaren wiesen niedrige (brachyodonte) bis moderat hochkronige (hypsodonte) Zahnkronen auf. Dabei waren die Prämolaren kaum molarisiert und wichen so von den Molaren ab. Die gesamte hintere Zahnreihe erreichte 20 cm Länge, wobei die Zahngröße nach hinten zunahm. Der vorderste Prämolar war etwa 1,5 cm lang, während der letzte Molar gut 4,5 bis 5,0 cm Länge aufwies.

## Fossilfunde
Funde von Aprotodon sind relativ selten und umfassen meist Schädelbruchstücke und Zahnreste, Elemente des Körperskelettes sind nicht bekannt. Die meisten Fossilien stammen aus Süd-, Zentral- und Ostasien und datieren in die Zeit vom Oberen Eozän bis zum Unteren Miozän vor 38 bis 16 Millionen Jahren. Aus Pakistan und Indien, hier vor allem aus den Bugti-Bergen Belutschistans, stammen überwiegend Reste des Ober- und Unterkiefers und einzelne Zahnfunde. Bedeutende Funde wurden vor allem aus Kasachstan vermeldet, wo mehrere Teilschädel und Unterkieferfragmente entdeckt wurden. Dabei stammt ein deformierter Teilschädel aus Akespe im Südwesten des Landes und gehört ins Untere Miozän. Eine Besonderheit stellt ein Handskelett mit erhaltenem äußeren (fünften) Finger aus der Region Pawlodar im Norden von Kasachstan dar. Bei heutigen Nashörnern kommt der äußerste Finger nicht mehr vor, sie haben insgesamt nur dreistrahlige Hände (und Füße), bei urtümlichen Vertretern, die in der Regel vierstrahlige Hände aufweisen, ist dieser nur äußerst selten nachgewiesen und stark in seiner Größe reduziert, so dass er funktionslos war. Seit den 1980er und 1990er Jahren wurden recht umfangreiche Fossilreste von Aprotodon in China entdeckt. Herausragend sind ein zerbrochener Schädel und mehrere Unterkieferreste aus Zhangjiaping im Lanzhou-Becken in der Provinz Gansu. Diese lagen im Basisbereich des mittleren Schichtglieds der Xianshuihe-Formation, welcher aus weißlichem Sandstein besteht und in das ausgehende Oligozän datiert. Ebenfalls ein oligozänes Alter weisen Schädelreste aus der Jiaozigou-Formation im gleichfalls in Gansu gelegenen Linxia-Becken auf, die hier aus gelblichen Sandsteinen gebildet wird, während mehrere isolierte Zähne, darunter auch massive Schneidezähne, aus der Shangzhuang-Formation der gleichen Lokalität in das Untere Miozän datieren. Zu den ältesten Funden zählen jene aus der Houldjin-Formation in der Inneren Mongolei, die ein Unterkieferfragment nebst einigen isolierten Zähnen umfassen und in das ausgehende Eozän zu stellen sind. Diese waren bereits 1922 während der Third Asiatic Expedition des American Museum of Natural History entdeckt, aber erst 2009 als Reste von Aprotodon erkannt worden. Ein nahezu vollständiger Schädel aus der Zhang’enbao-Formation bei Tongxin im Autonomen Gebiet Ningxia bildet mit einer Stellung im Unteren Miozän einen der jüngsten Nachweise in Ostasien.

## Paläobiologie
Aprotodon lebte vom ausgehenden Eozän bis zum Beginn des Miozän, eine Phase, die durch klimatische Abkühlung gekennzeichnet war. Die spärlichen fossilen Reste lassen darauf schließen, dass die Nashorngattung nicht sehr häufig war. Die überwiegende Zahl der Funde stammt aus trockenen Klimaabschnitten und geht mit der Verbreitung des riesigen Nashornverwandten Paraceratherium einher. Der breite Bau der Unterkiefersymphyse, der insgesamt an jene der Flusspferde erinnert, lässt einige Experten annehmen, dass Aprotodon auch ähnlich semiaquatisch lebte und Fluss- und Seeufer und überflutete Ebenen besiedelte. Vor allem in der Spätphase des Auftretens von Aprotodon waren die Landschaften mit Koniferenwäldern durchsetzt, bestehend aus Zypressengewächsen, Eiben und Wacholder. Aufgrund der geringen Kronenhöhe der Backenzähne kann auf eine hauptsächliche Ernährung von weicher Pflanzenkost wie Blättern und Zweigen geschlossen werden (browsing).

## Systematik
Aprotodon ist eine Gattung innerhalb der Familie der Nashörner (Rhinocerotidae). Innerhalb der Nashörner wird die Gattung meist zur ausgestorbenen Unterfamilie der Aceratheriinae gestellt; hornlosen Vertretern, die als entfernte Vorfahren der heute noch lebenden Nashornarten gelten. Forschungsgeschichtlich wurde Aprotodon häufig in die Tribus der Teleoceratini verwiesen. Diese zeichnen sich gegenüber dem Schwestertaxon der Aceratheriini durch extrem robuste und in ihrer Länge stark gekürzte Gliedmaßen aus, ebenso wurde der obere Schneidezahn in ihrer stammesgeschichtlichen Entwicklung nicht reduziert. Einige wenige Forscher sahen Aprotodon aber auch an der Basis der moderneren Unterfamilie der Rhinocerotinae. Eine Studie aus dem Jahr 2023 kommt zu dem Schluss, dass Aprotodon eher einen frühen Vertreter der Aceratheriinae bildet. Demnach gehören Diaceratherium und Mesaceratherium zu den nächsten Verwandten, wobei letzteres die Schwestergattung darstellt.
Es wurden mehrere Arten von Aprotodon beschrieben, anerkannt sind heute fünf:
- A. aralensis (Borissiak, 1944)
- A. ayakozensis Bayshashov, 2001
- A. fatehjangensis (Pilgrim, 1910)
- A. lanzhouensis Qiu & Xie, 1997
- A. qiui Sun, Li, Wang & Deng, 2023
- A. smithwoodwardi Forster Cooper, 1915

Vor allem die Stellung von A. fatehjangensis ist problematisch. Die Art war bereits 1910 von Guy Ellcock Pilgrim anhand eines Oberkieferfragmentes aus Fatehjang im heutigen Punjab aufgestellt und von ihm zu Teleoceras verwiesen worden, einer eigentlich auf Nordamerika beschränkten Nashorngattung. Nachfolgende Autoren, vor allem mit Bezug auf weit umfangreicherem Fundmaterial, brachten die Art später mit Aprotodon in Verbindung, so unter anderem 1972 Kurt Heissig aufgrund zahlreicher Zahnreste und einzelner Beinelemente aus den Siwaliks, dem sich auch andere Wissenschaftler anschlossen. Wiederum andere Forscher stellen die Form zu Brachypotherium, einer verwandten Gattung mit teils riesigen Vertretern eurasischer und afrikanischer Herkunft.
Die Erstbeschreibung erfolgte im Jahr 1915 durch Clive Forster Cooper. Sie basierte auf nur wenigen Fundstücken des Unterkiefers einschließlich der Symphyse und des Schädels aus Dera Bugti in Belutschistan. Aufgrund der Form der Symphyse und der extrem langen Schneidezähne stellte Forster Cooper die Gattung aber in die Nähe der Flusspferde, wobei er die Schneidezähne als Eckzähne interpretierte. Später, vor allem seit der Erstbeschreibung von Chilotherium im Jahr 1924, wurde eine Ähnlichkeit von Aprotodon zu den Nashörnern erkannt, woraufhin im Jahr 1928 Raymond Vaufrey aufgrund des Aufbaus der Symphyse des Unterkiefers Aprotodon mit Chilotherium gleichsetzte. Im Zuge neuer Fossilfunde führte Elisabeth I. Beliajewa im Jahr 1954 die Gattung Aprotodon wieder ein. Anhand neuer Schädelfunde aus Kasachstan und China in den 1990er Jahren konnte die systematische Zuordnung von Aprotodon zu den Nashörnern eindeutig bestätigt werden.